# Nohohon
 (octobre 2023).
Si vous disposez d'ouvrages ou d'articles de référence ou si vous connaissez des sites web de qualité traitant du thème abordé ici, merci de compléter l'article en donnant les références utiles à sa vérifiabilité et en les liant à la section « Notes et références ».
Un Nohohon est un type de gadget au design kawaï créé par la société japonaise Takara Tomy en 2002. Il s'agit d'un petit personnage souriant à la tête toute ronde et aux couleurs acidulées. Un petit moteur alimenté par un capteur solaire permet de lui faire dodeliner doucement la tête, dans un but apaisant.
Les Nohohon rencontrent un immense succès au Japon depuis leur lancement. Ils ont été déclinés en de nombreuses versions (couleurs, positions, etc.)
Un jeu Game Cube a été développé pour satisfaire les collectionneurs.
En France, il est possible de se procurer des Nohohon a un prix variant de 9,99€ à 15€.

## Nom
Le terme « Nohohon » vient du japonais のほほん族 (Nohohon Zoku) qui signifie « famille nonchalante ». Les Nohohon sont également connus sous le nom de Hidamari no Tami (ひだまりの民, « gens solaires »). Aux États-Unis, ils sont appelés Sunshine Buddies.